# Männerturnverein Stuttgart 1843
Il Männerturnverein Stuttgart 1843 è una società pallavolistica femminile tedesca con sede a Stoccarda: milita nel campionato di 1. Bundesliga.

## Storia
La società Volley Club Stuttgart fu fondata nel 2007 dall'unione di due club, il TSV Georgii Allianz Stuttgart e il MTV Stuttgart: la squadra partecipò al campionato di 2. Bundesliga, riuscendo ad ottenere immediatamente la promozione in massima categoria.
La prima vittoria di una competizione ufficiale arrivò nella stagione 2010-11, quando si aggiudicò la Coppa di Germania: tale evento permise alla squadra di qualificarsi anche per una competizione europea, ossia la Coppa CEV 2011-12, dove fu eliminata nei quarti di finale dal Robur Tiboni Urbino Volley.
Nel 2013 la società mutò la propria denominazione in Männerturnverein Stuttgart 1843. Nell'annata 2014-15 conquista la Coppa di Germania, mentre nella stagione 2016-17 vince la Supercoppa tedesca e nuovamente la coppa nazionale; nella stagione 2018-19, dopo aver perso quattro finali scudetto consecutivamente, si aggiudica per la prima volta lo scudetto. Nell'annata 2021-22 conquista la sua quarta coppa nazionale e il secondo scudetto, in quella 2022-23 il terzo scudetto e in quella 2023-24 il quarto scudetto, la seconda Supercoppa e la quinta coppa nazionale. La stagione 2024-25 si apre con il successo in Supercoppa.

## Rosa 2023-2024
| N° | Nome                 | Ruolo | Data di nascita   | Nazionalità sportiva |
| -- | -------------------- | ----- | ----------------- | -------------------- |
| 1  | Roosa Koskelo        | L     | 20 agosto 1991    | Finlandia            |
| 2  | Michelle Petter      | L     | 4 febbraio 1997   | Germania             |
| 3  | María Segura         | S     | 10 giugno 1992    | Spagna               |
| 4  | Ivana Vanjak         | S     | 30 maggio 1995    | Croazia              |
| 5  | Corina Glaab         | P     | 25 maggio 2000    | Germania             |
| 7  | Vera Mulder          | O     | 14 settembre 2000 | Paesi Bassi          |
| 8  | Monique Strubbe      | C     | 5 luglio 2001     | Germania             |
| 9  | Eline Timmerman      | C     | 30 dicembre 1998  | Paesi Bassi          |
| 10 | Jolien Knollema      | S     | 5 gennaio 2003    | Paesi Bassi          |
| 12 | Britt Bongaerts      | P     | 3 novembre 1996   | Paesi Bassi          |
| 13 | Krystal Rivers       | O     | 23 maggio 1994    | Stati Uniti          |
| 14 | Jovana Mirosavljević | S     | 16 gennaio 2000   | Serbia               |
| 16 | Kayla Haneline       | C     | 4 luglio 1994     | Stati Uniti          |
| 17 | Alexis Hart          | O     | 23 maggio 1998    | Stati Uniti          |

## Palmarès
- Campionato tedesco: 4

2018-19, 2021-22, 2022-23, 2023-24
- Coppa di Germania: 5

2010-11, 2014-15, 2016-17, 2021-22, 2023-24
- Supercoppa tedesca: 3

2016, 2023, 2024